# Réserve écologique Victor-A.-Huard
La Réserve écologique Victor-A.-Huard est située sur l'une des îles du lac des Îlets, à 30 km au sud de Saguenay, au Québec. Cette réserve protège une sapinière baumière à bouleau blanc et épinette noire, une forêt mature n'ayant pas subi d'intervention humaine et dont l'âge des arbres est évalué à 150 ans.  Le nom de la réserve honore l'abbé Victor-Alphonse Huard (1853-1929), botaniste et entomologiste.  Il publia quelques manuels sur les sciences naturelles et contribua à l'enseignement de celles-ci dans les écoles et collèges du Québec.